# トネール・ヤウンデ
トネール・ヤウンデ（Tonnerre Yaoundé）は、カメルーン・ヤウンデにホームを置くサッカークラブである。2008-2009シーズンはMTNエリート・トゥー（2部リーグ）に所属。
カメルーン国内リーグとカップ戦でそれぞれ5回の優勝のほか、国際大会でCAFチャンピオンズリーグ準決勝進出（1975年）、アフリカンカップウィナーズカップ優勝（1975年）および準優勝（1976年）、CAFカップ準優勝（2002年）の実績を持つ。

## タイトル

### 国内タイトル
- リーグ:5回
  - 1981, 1983, 1984, 1987, 1988

- カップ:5回
  - 1958, 1974, 1987, 1989, 1991

### 国際タイトル
- アフリカンカップウィナーズカップ:1回
  - 1975

## 歴代所属選手
- ロジェ・ミラ 1972-1977
- ジョージ・ウェア 1987-1988
- ステファン・タタウ 1988-1991
- ミシェル・パンセ・ビロング 1988-1994
- リゴベール・ソング 1993-1994
- ジャン・マクーン 2001